# Saraf ad-Daula
Saraf ad-Daula (tudományos átiratban Šaraf ad-Dawla, arab betűkkel شرف الدولة), eredeti nevén Abu l-Favárisz Sírdíl vagy Sírzíl (tudományos átiratban Abū l-Fawāris Šīrdīl/Šīrzīl, arab betűkkel أبو الفوارس شيرديل; Siráz?, 962/963 – Bagdad, 989. szeptember 6.) a dajlami származású Buvajhidák dinasztiájának tagja, Kermán és Fársz fejedelme, később főemír és Mezopotámia ura volt. Utóbbi címét négyéves polgárháborúban szerezte meg fivérétől, amely jelentős mértékben megrendítette a család iraki uralmát.

## A trónkövetelő
Sírdíl Adud ad-Daula, a Fárszot, Kermánt, Huzesztánt és egész Mezopotámiát egyesítő fejedelem elsőszülött fia volt. Édesanyja török származású ágyas volt, ami szerepet játszhatott abban, hogy apja nem őt, hanem Marzubán nevű öccsét szemelte ki örököséül, aki egy iráni fejedelmi családból származó feleségétől született. Amikor Adud ad-Daula megbetegedett, Sírdílt a távoli, keleti Kermán helytartójává nevezte ki. 983 márciusában elhunyt a fejedelem, de halálhírét csak júniusban hozták nyilvánosságra. Marzubán ekkor Szamszám ad-Daula néven elfoglalta a trónt, és öccsét, Ahmadot Fárszba küldte annak anyjával és Fírúzsáh nevű fivérével, hogy Sirázban helyettesítsék. Mire azonban odaértek volna, az elsőszülöttség jogán a trónt magának követelő Sírdíl, aki felvette a Saraf ad-Daula („a dinasztia nemessége”) uralkodói nevet, már elfoglalta a tartományt, és támogatásért nagybátyjukhoz, a Dzsibált uraló Muajjid ad-Daulához fordult, elismerve annak családfői jogait. A hírre a szintén fejedelmi anyától származó Ahmad Ahvázban, Huzesztán fővárosában szintén trónigénnyel jelentkezett, felvéve a Tádzs ad-Daula („a dinasztia koronája”) nevet, a Dijá ad-Daula („a dinasztia fényessége”) nevet felvevő öccsét pedig a dél-mezopotámiai nagyváros, Baszra elfoglalására küldte.

## Testvérharc
Kezdetben úgy tűnt, hogy Szamszám ad-Daula lesz a sikeresebb, ugyanis a bahrajni karmatik, Adud ad-Daula szövetségesei a harc kitörésekor rávették az ománi helytartót, hogy Siráz helyett Bagdadnak esküdjön hűséget. Abu l-Favárisz csapatai azonban rövidesen elfoglalták a Perzsa-öböl menti tartományt (984/985). A túlerőt látva 985/986 során a karmatik is átálltak a trónkövetelő oldalára, és egy időre Kúfa környékét a hűségére térítették. Ezzel párhuzamosan Szamszám ad-Daula környezetében is állandó hatalmi küzdelem zajlott: leváltott vezírje a kalifa bevonásával egy újabb öccsét, a tizenöt éves Abu Naszrot próbálta trónra tenni Saraf ad-Daula helyetteseként. Az összeesküvést felszámolták, de a központi hatalom tovább gyengült.
Úgy tűnik, Saraf ad-Daula eleinte nem törekedett Irak meghódítására. Vezírje, al-Alá ibn al-Haszan és Abu Naszr Hvásáda, a korábbi moszuli helytartó ellenezte a számos tehertétellel járó tartomány megszerzését, míg a még Adud ad-Daula idején Sirázba száműzött politikai foglyok – Abu Ali al-Muszavi, az Alidák korábbi szószólója, Ibn Maarúf hajdani főkádi és a dúsgazdag, alida származású Muhammad ibn Umar – a hódítás pártján álltak. Végül az ő álláspontjuk győzött. Miután Saraf ad-Daula Huzesztánt is elfoglalta, fivére békét kért tőle 986 júniusában, elismerve a főségét. (Tádzs ad-Daula és Dijá ad-Daula a dzsibáli nagybátyjukhoz, Fahr ad-Daulához menekült.) Rövidesen azonban a háborús párt kerekedett felül Saraf ad-Daula tanácsadói között, így a békét felrúgva, 987 februárja/márciusa során bevonult Bagdadba. Szamszám ad-Daula nem harcolt ellene, így a hatalomátvétel békésen zajlott le.

## Egyeduralom
Saraf ad-Daula bevonulását követően Szamszám ad-Daulát Fárszba vitték és bebörtönözték, majd megvakították, anyjának befolyásos rokonát, Zijár ibn Sakrákavajh főparancsnokot pedig kivégezték. Egy másik tekintélyes dajlami hadvezért, Fúládz ibn Mánádzirt bebörtönözték. Ezáltal a török elem vált uralkodóvá a bagdadi hadseregben – igaz, számukat tekintve a dajlamiak még mindig többszörös túlerőben voltak (19 000 dajlamival 3000 török állt szemben). Saraf ad-Daula bevonulása után a dajlamiták rátámadtak a törökökre, akik azonban legyőzték őket. Több ezren maradtak holtan az összecsapás nyomán, és még erősebbé vált a török dominancia a seregben.
A korábbi politikai száműzöttek visszatérhettek és visszakapták vagyonukat, az államigazgatás pedig nagyjában-egészében Adud ad-Daula embereivel működött tovább Saraf ad-Daula rövid főemírsége alatt. A két év alatt tovább csökkent a bagdadi kormányzat befolyása Felső-Mezopotámiában és a Perzsa-öböl mentén is: Moszul környékén az Ukajl-törzs kapott tekintélyes birtokokat, remélve, hogy így megvédik a tartományt a Dijár Bakr-ban önállósódó, kurd Bádztól; délen a bahrajni karmatik, a Buvajhidák régi szövetségesei szenvedtek komoly vereséget a Muntafik-törzset vezető Uszajfirtól, aki ezután háborítatlanul sarcolhatta meg a Mekka felé tartó zarándokkaravánokat. Saraf ad-Daula mindössze egy hadjáratot indított főemírként: a kermánsáhi Badr ibn Haszanavajh kurd fejedelmet támadta meg, amiért a dzsibáli Fahr ad-Daulával szövetkezett. Az expedíció kudarcot vallott, ami alkalmat teremtett a fejedelem számára, hogy leváltsa nagyravágyó főparancsnokát, Karátakín Dzsahsijárit. A helyére egy másik törököt, Tugán kamarást nevezte ki.
Saraf ad-Daula 989-ben megbetegedett. Örököséül egyrészt Abu Ali nevű, kiskorú fiát szemelte ki, akit Fárszba küldött, másrészt fivérét, Abu Naszrot, akit már Szamszám ad-Daula ellenében megpróbáltak trónra tenni. Utóbbi Bahá ad-Daula néven örökölte is Mezopotámiát a vele járó főemíri címmel, de a sirázi kormányzat megtagadta Abu Ali elismerését, helyette Szamszám ad-Daulát tette trónra, ami a testvérharc kiújulásához vezetett. 